# 瑞典皇家歌剧院

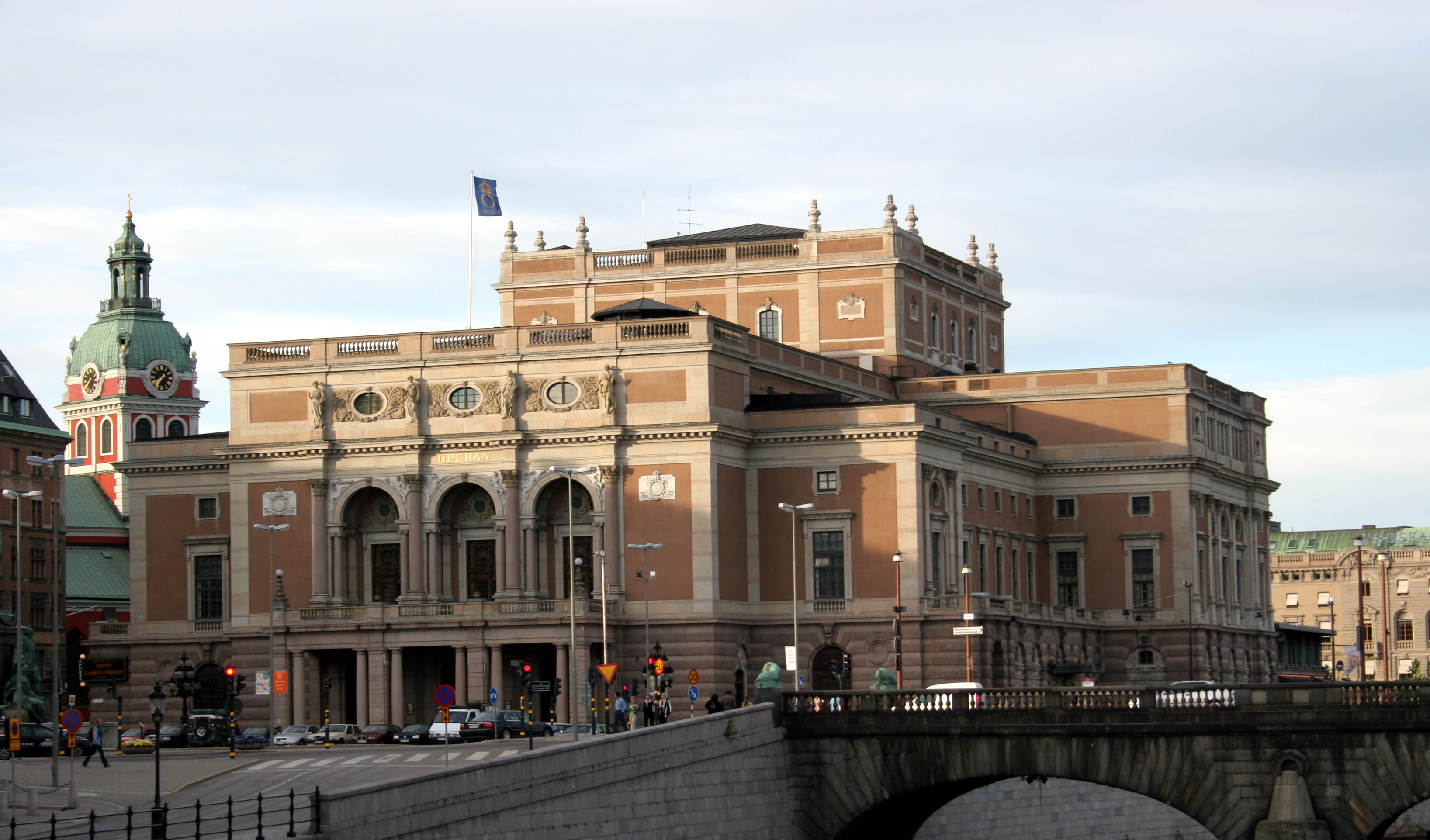
西侧

瑞典皇家歌劇院（Kungliga Operan）是瑞典歌剧和芭蕾舞的国家舞台，位于瑞典首都斯德哥尔摩的北城（Norrmalm），西侧为古斯塔夫·阿道夫广场（Gustav Adolfs torg），与世袭王子宫（Arvfurstens Palats，瑞典外交部）相对；其南侧为北急流河（Norrström），通过北桥（Norrbro）与斯德哥尔摩王宫相连。
瑞典皇家歌剧院附近的重要建筑还有瑞典首相官邸萨格尔府（Sagerska huset），以及瑞典国会。

## 外部連結
- 官方网站